# Anton Mauve
Anton Rudolf Mauve né le 18 septembre 1838 à Zaandam (Pays-Bas) et mort le 5 février 1888 à Arnhem est un peintre néerlandais.
Membre de l'école de La Haye, il est surtout connu pour avoir été le cousin par alliance de Vincent van Gogh et son premier professeur en matière de peinture.

## Biographie
Anton Mauve part en 1854 pour Haarlem comme apprenti chez les peintres animaliers Pieter Frederik van Os (en) et Wouterus Verschuur. Il installe son atelier à La Haye en 1871. Il enseigne un temps la peinture à Vincent van Gogh, son cousin par alliance,.
Proche de Jozef Israëls et Willem Maris, c'est à La Haye qu'il connaîtra le succès, devenant un des peintres les plus significatifs de l'École de La Haye.

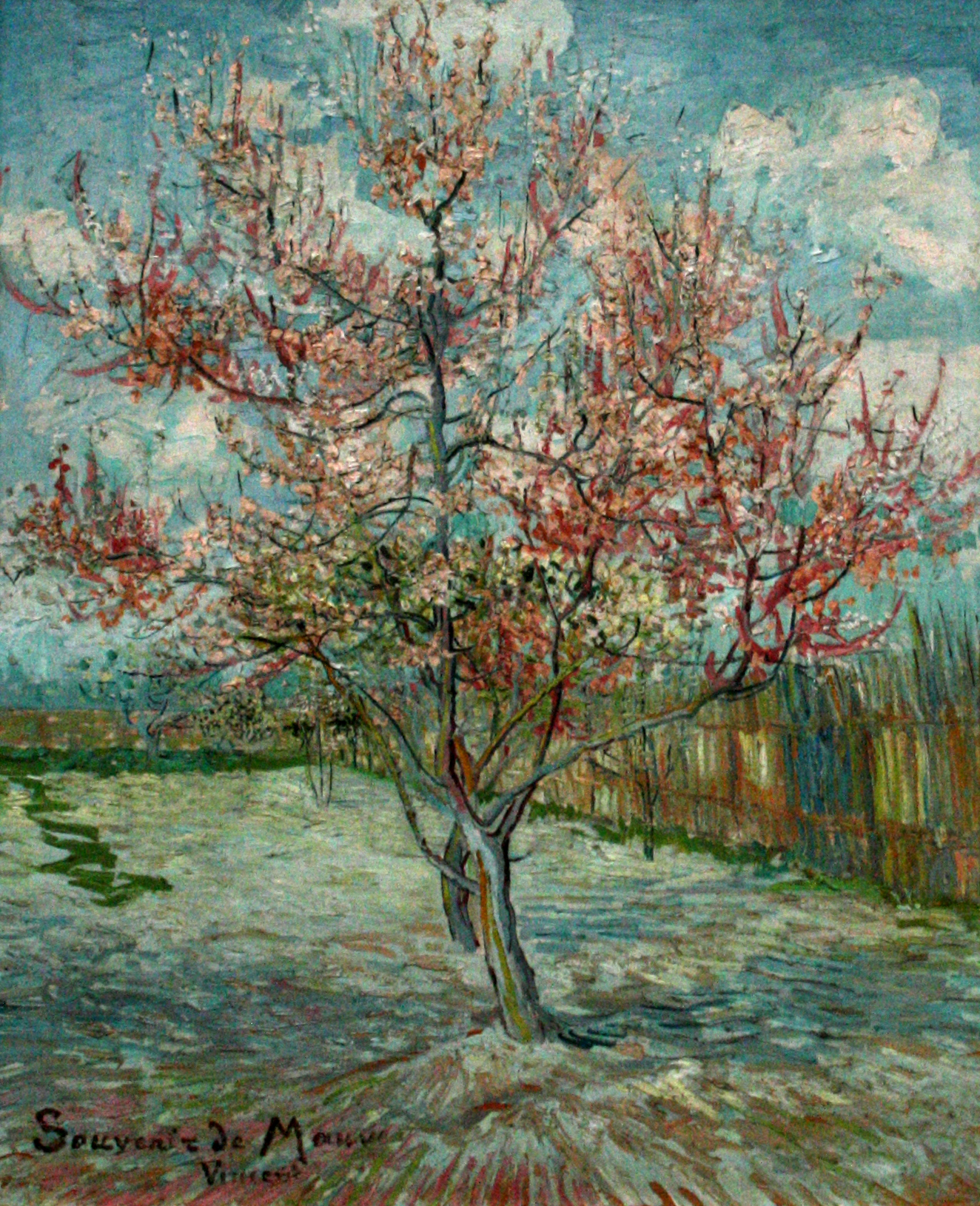
Vincent van Gogh, Souvenir de Mauve (1888), Otterlo, musée Kröller-Müller. Tableau peint après la mort de Mauve.

## Œuvres
Australie
- Sydney, galerie d'art de Nouvelle-Galles du Sud Returning Home, huile sur bois[4].

États-Unis
- Boston, musée des Beaux-Arts : Digging up a Tree, aquarelle[5].
- Houston, musée des Beaux-Arts : Landscape with Cattle (Paysage avec troupeau), huile sur toile[6].
- New York, Metropolitan Museum of Art : Changing Pasture, années 1880, huile sur toile[7].
- Philadelphie, Philadelphia Museum of Art The Return of the Flock, Laren, vers 1886-1887, huile sur toile[8].

France
- Paris, musée d'Orsay : Le Ramassage du goémon, huile sur toile, 50 × 71 cm[9].

Pays-Bas
- Amsterdam, Rijksmuseum :
  - Morning Ride along the Beach (Chevauchée matinale à la plage de Scheveningue), 1876, huile sur toile[10] ;
  - Rider in the Snow in the Haagse Bos (Cavaliers dans un bois enneigé près de La Haye), 1879, aquarelle et gouache[11] ;
  - Le Torenlaan à Laren, 1886, huile sur toile[12].
- La Haye, Rijksbureau voor Kunsthistorische Documentatie : Ariette Carbentus, épouse de l'artiste, assise dans les dunes, vers 1876, huile sur toile[13].
- Rotterdam, musée de Rotterdam :
  - Le Potager, huile sur toile ;
  - Vaches à l'ombre, huile sur toile.

Royaume-Uni
- Cardiff, musée national du Pays de Galles : Shepherdess (Bergère), huile sur toile[14].
- Londres :
  - Tate : Entering the Fold (Retour à la bergerie), vers 1885-1888, dessin et aquarelle[15].
  - National Gallery : Milking Time (L'Heure de la traite), vers 1875, huile sur toile[16].
  - Institut Courtauld : Landscape with Cattle (Paysage avec troupeau), craie sur papier[17].

Œuvres d'Anton Mauve
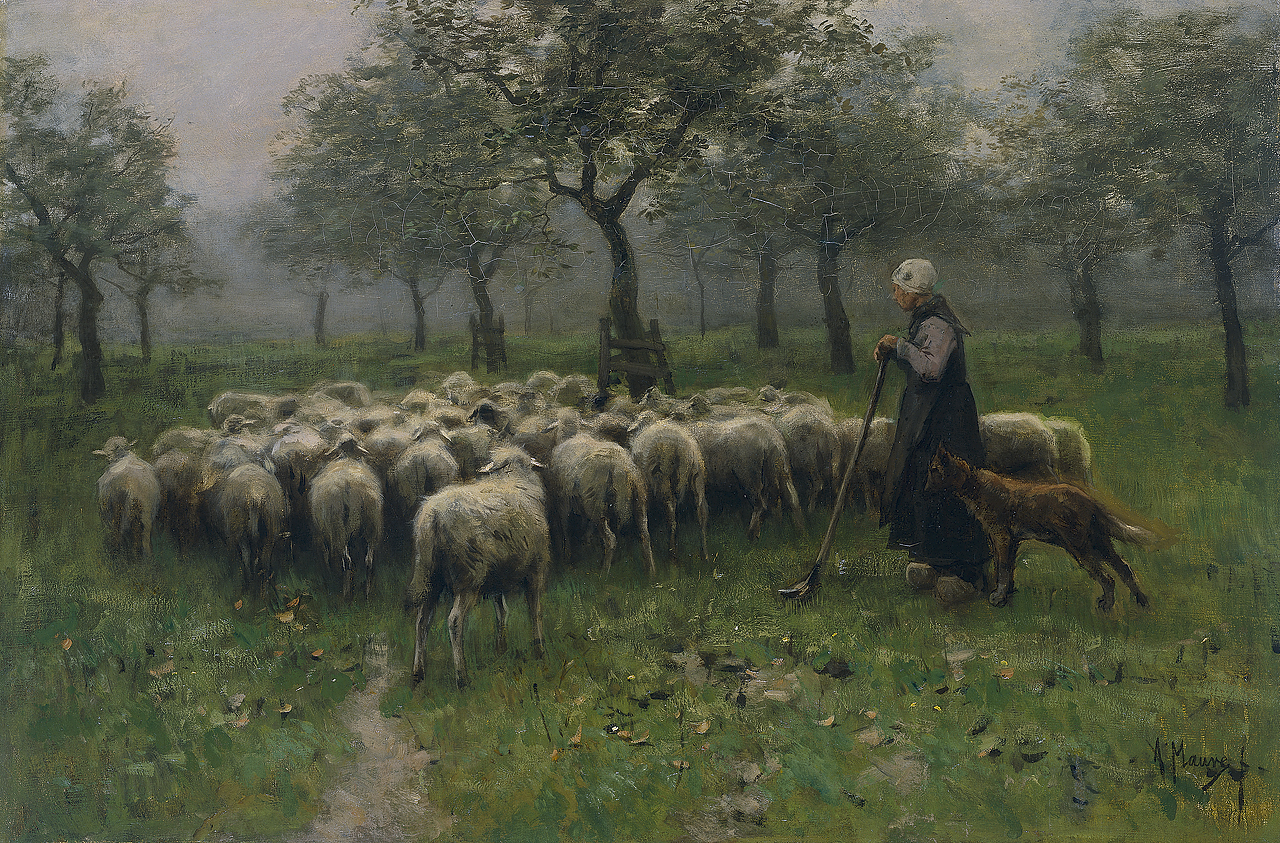
Bergère au troupeau de moutons (1857-1888), Amsterdam, Rijksmuseum.
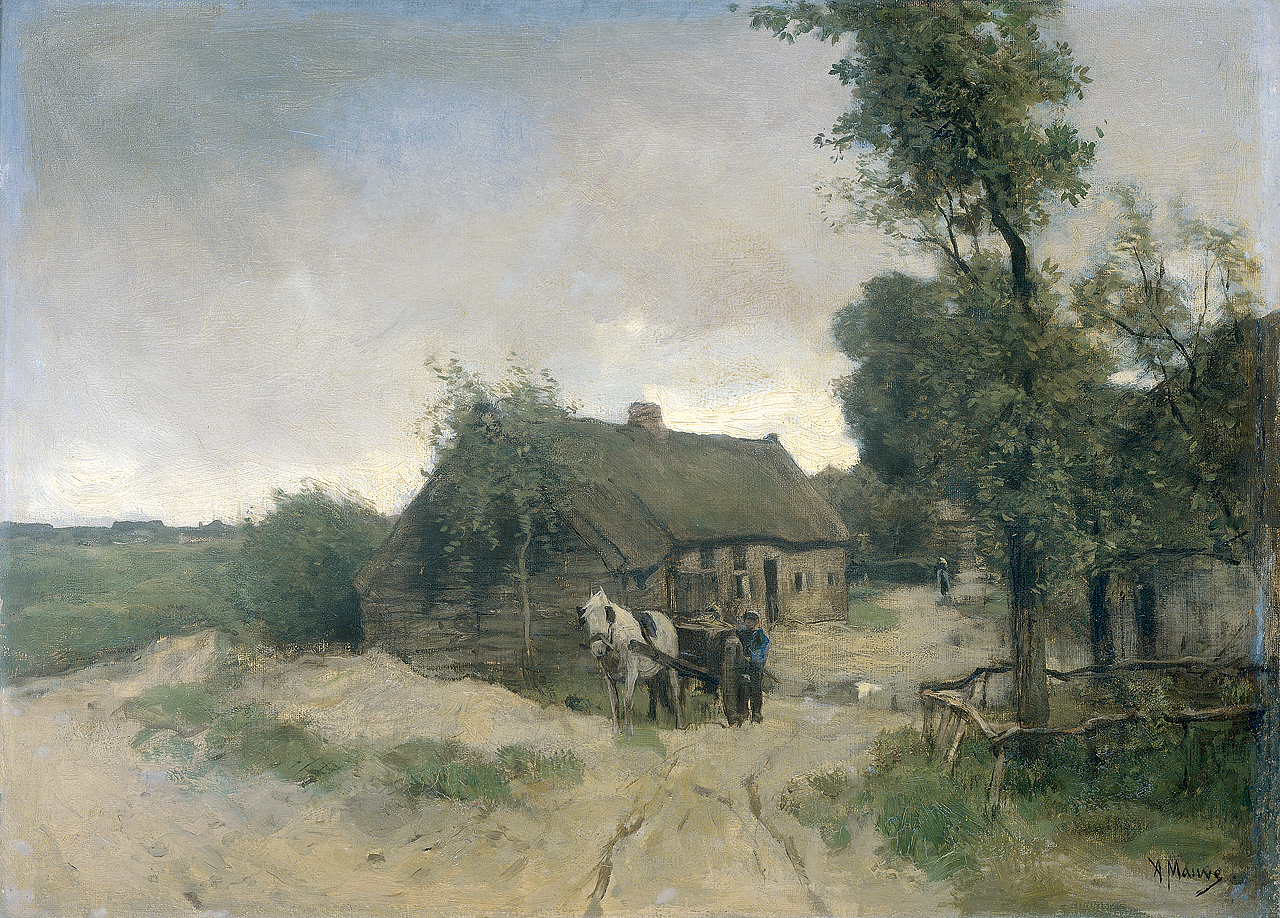
Masure dans un chemin ensablé (1870-1888), Amsterdam, Rijksmuseum.
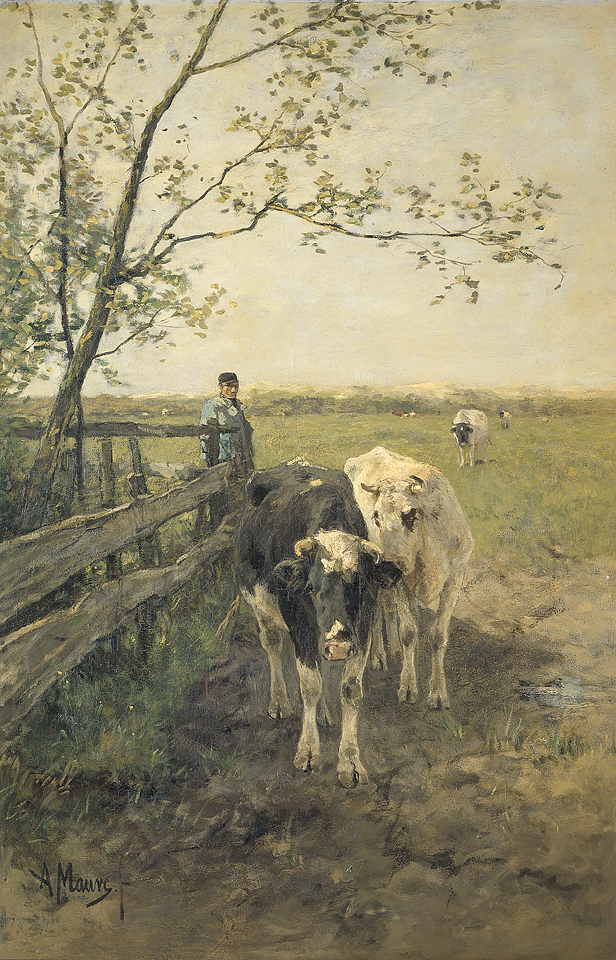
Le Coin de la traite (1870-1888), Amsterdam, Rijksmuseum.
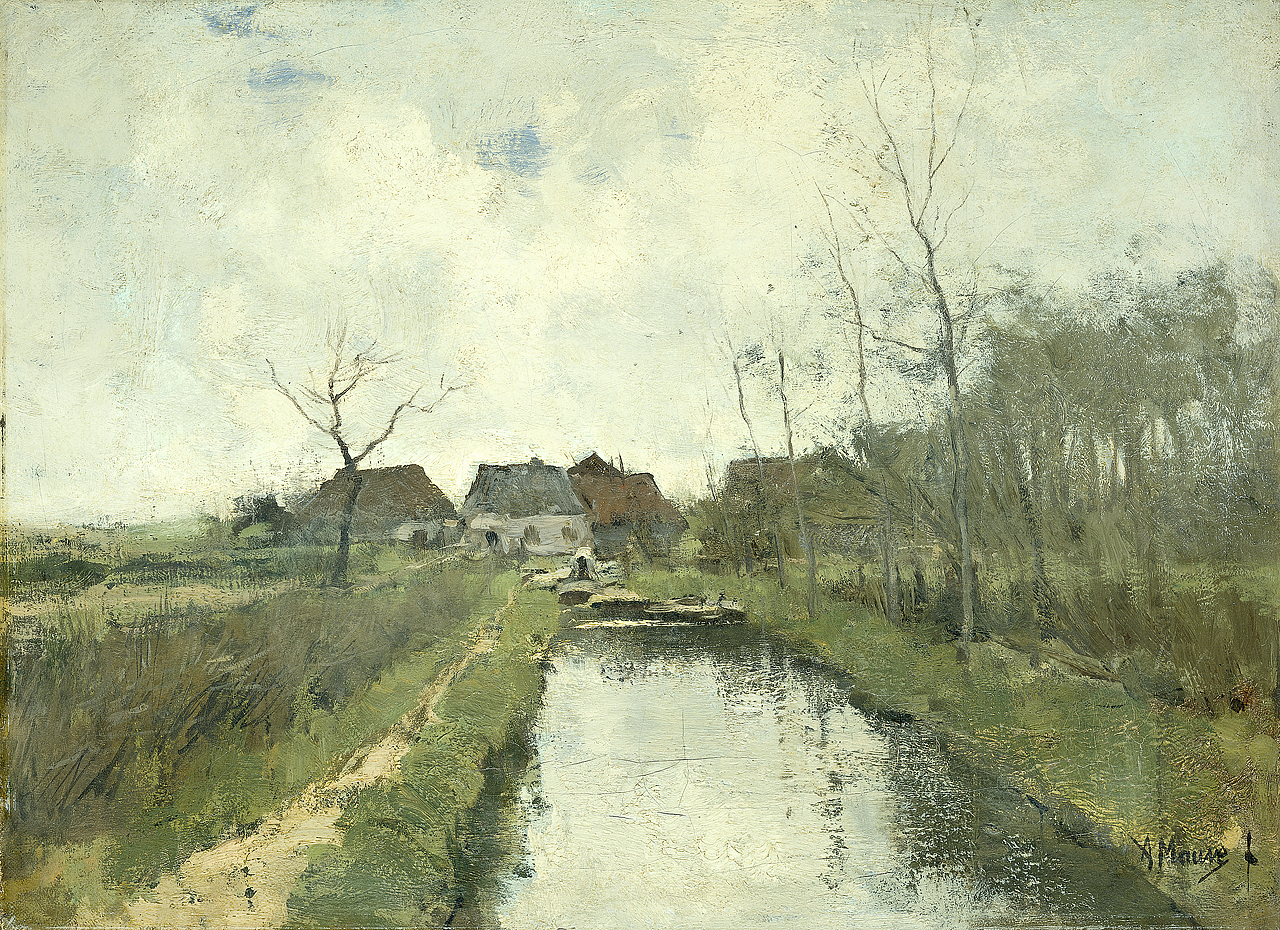
Masure sur le canal (1870-1888), Amsterdam, Rijksmuseum.
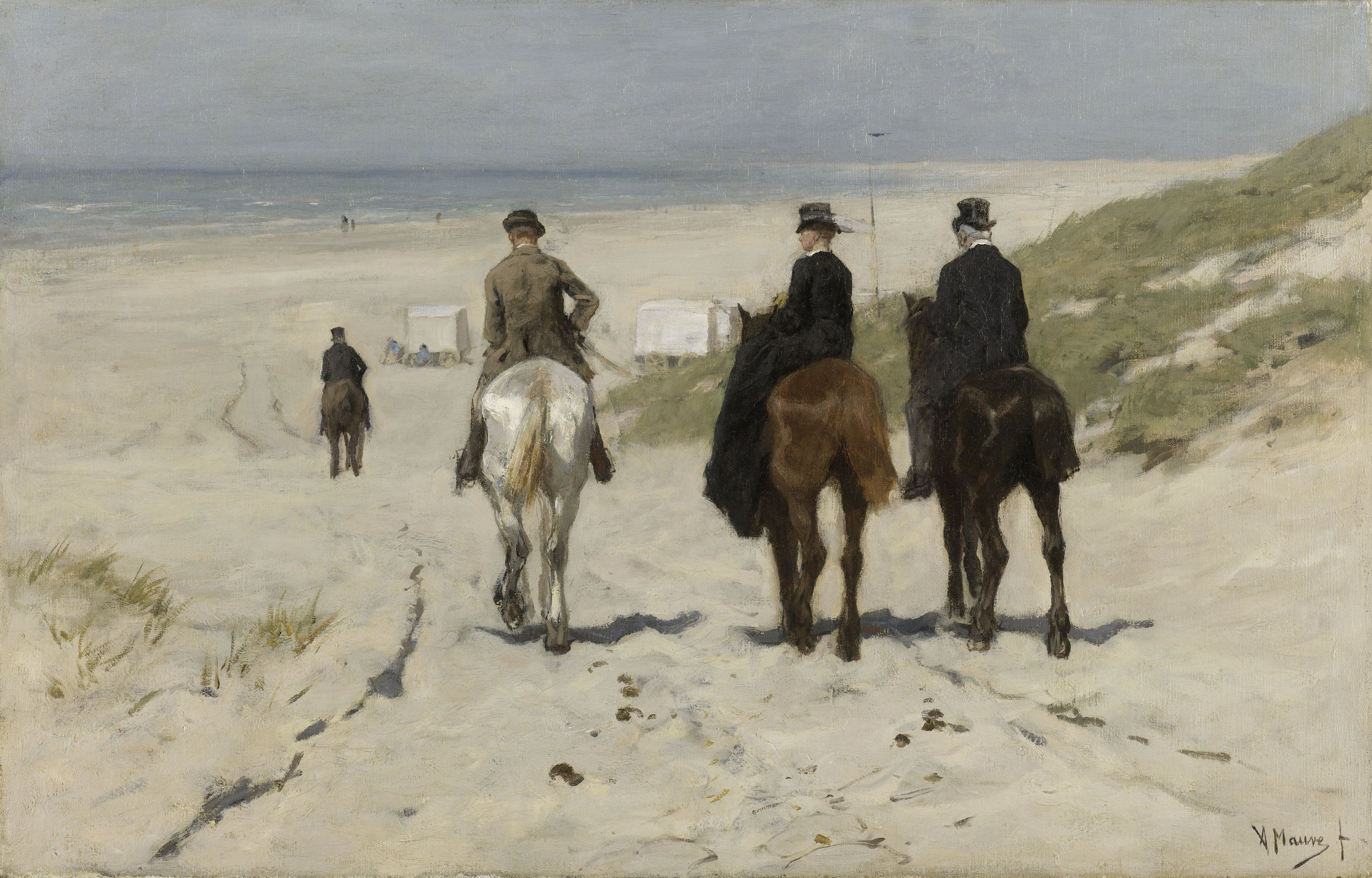
Chevauchée matinale à la plage de Scheveningue (1876), Amsterdam, Rijksmuseum.
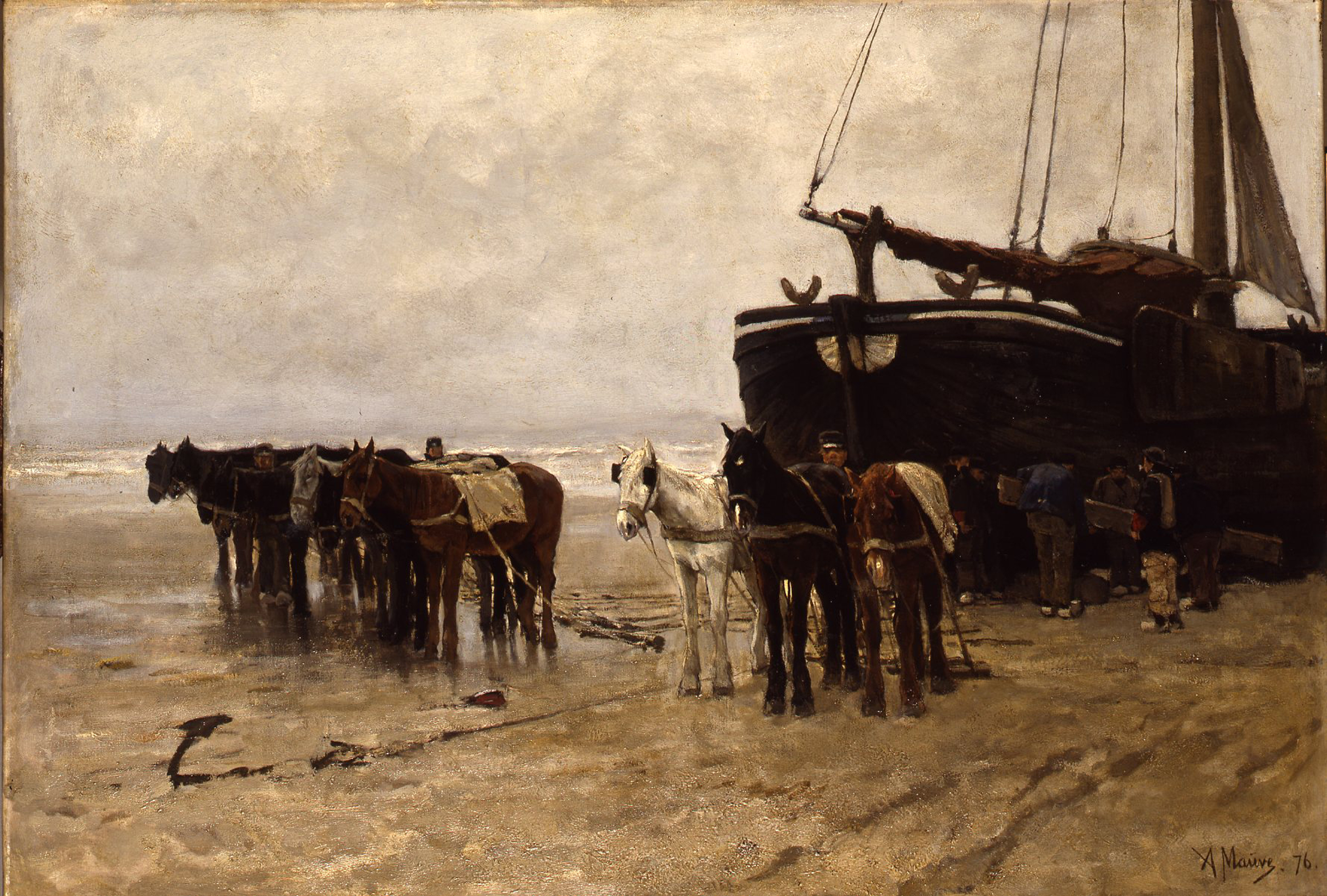
Bateaux de pêche (1876), musée de Dordrecht.
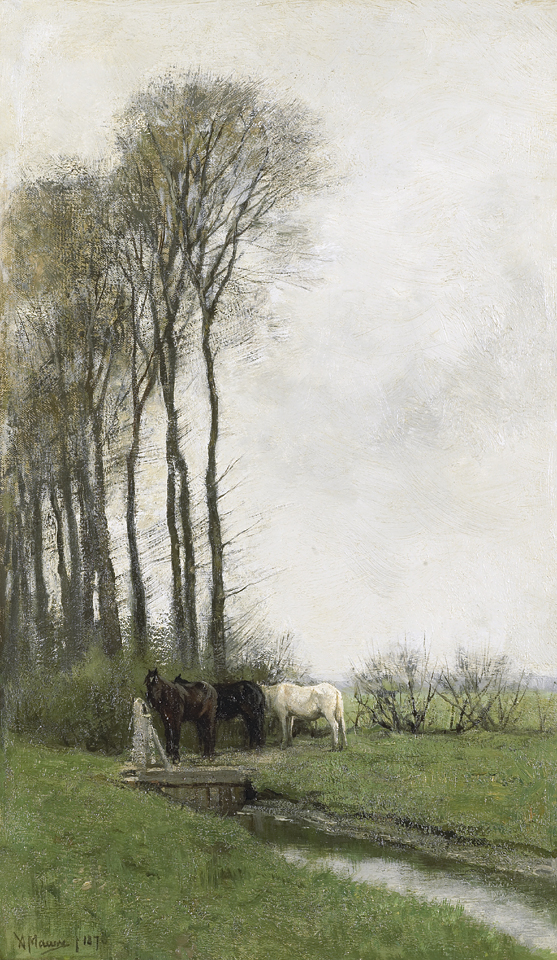
Chevaux près du fossé (1878), Amsterdam, Rijksmuseum.
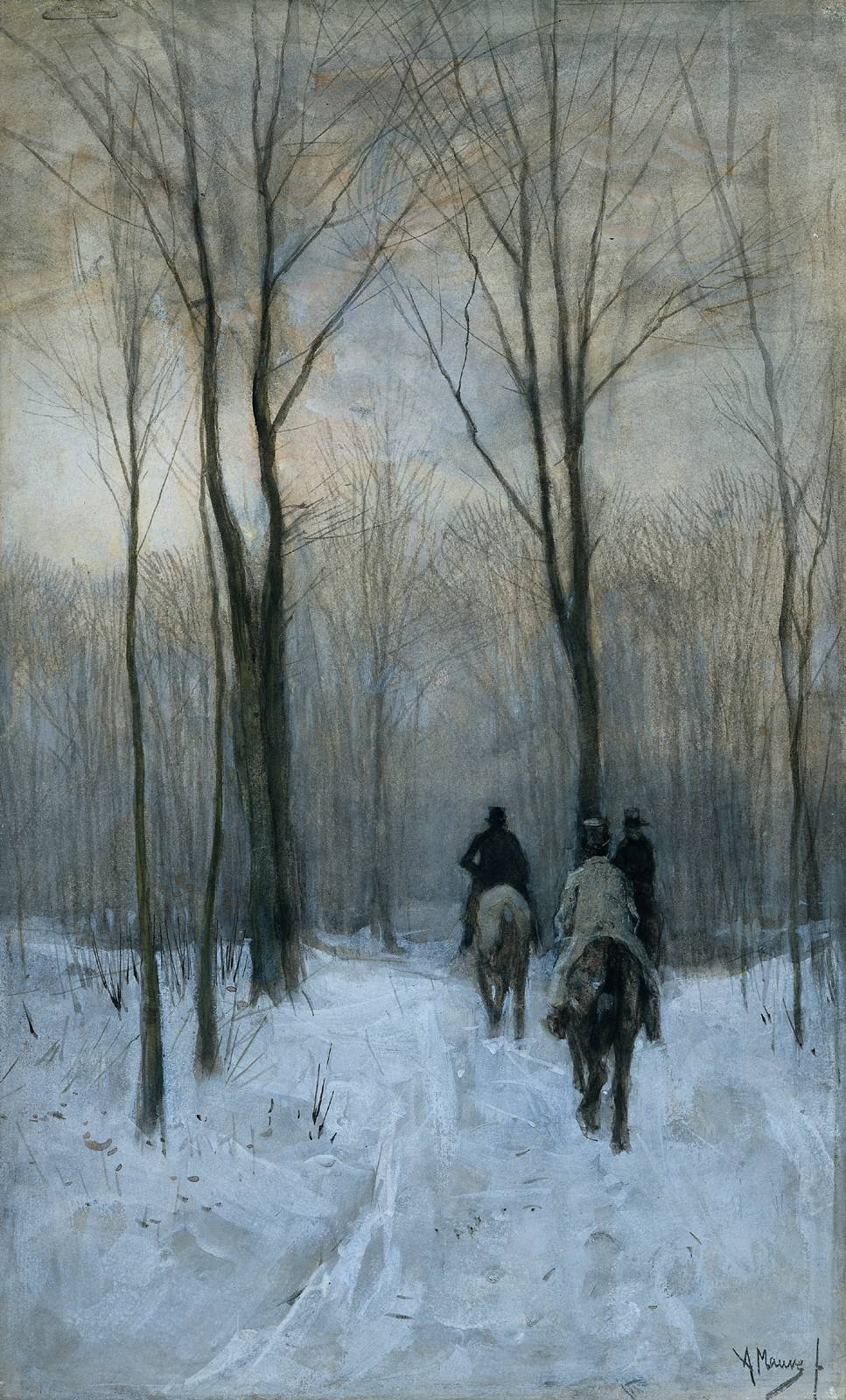
Cavaliers dans un bois enneigé près de La Haye (vers 1879), Amsterdam, Rijksmuseum.
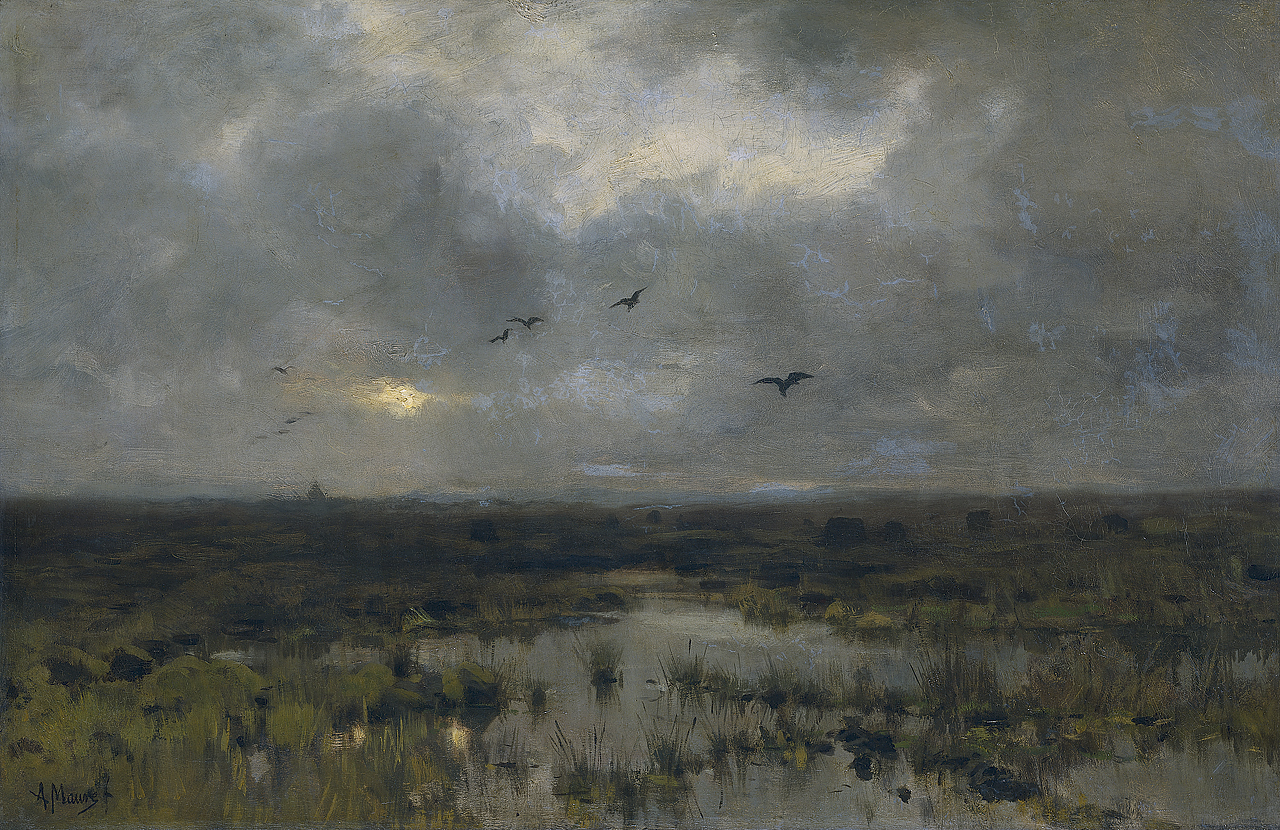
Le Marais (1885), Amsterdam, Rijksmuseum.
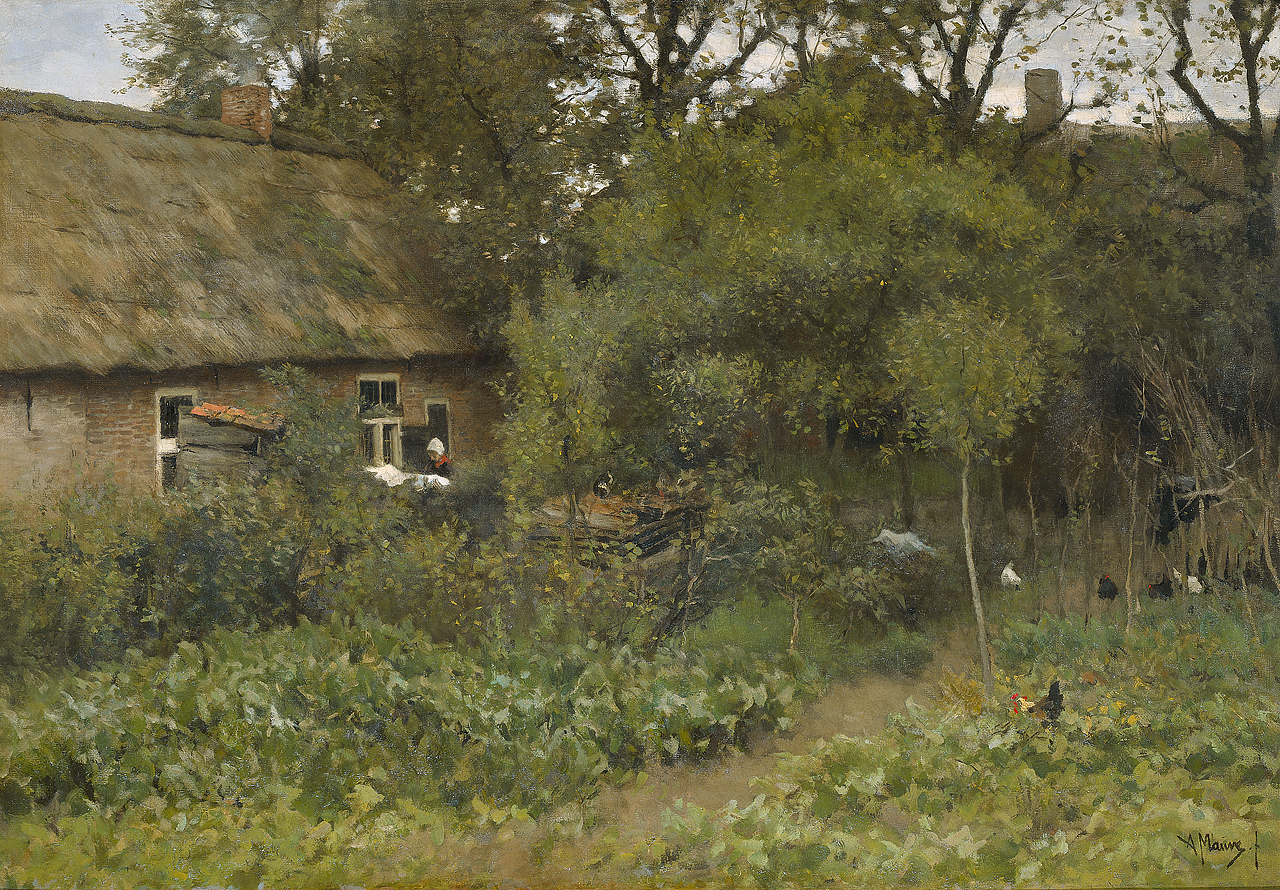
Le Potager (1885-1888), Amsterdam, Rijksmuseum.
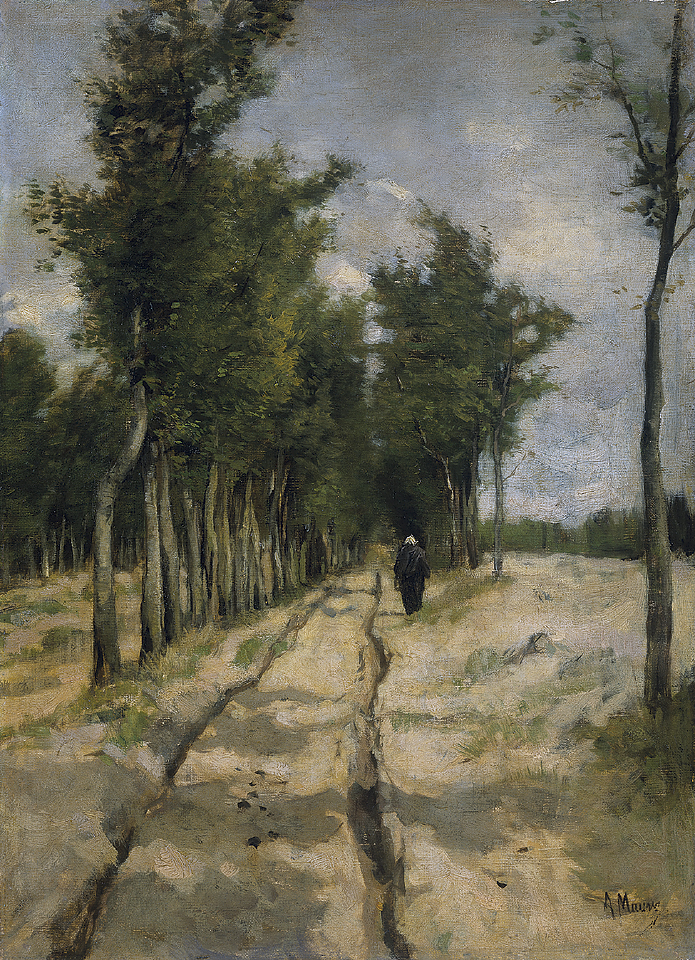
Le Torenlaan à Laren (1886), Amsterdam, Rijksmuseum.
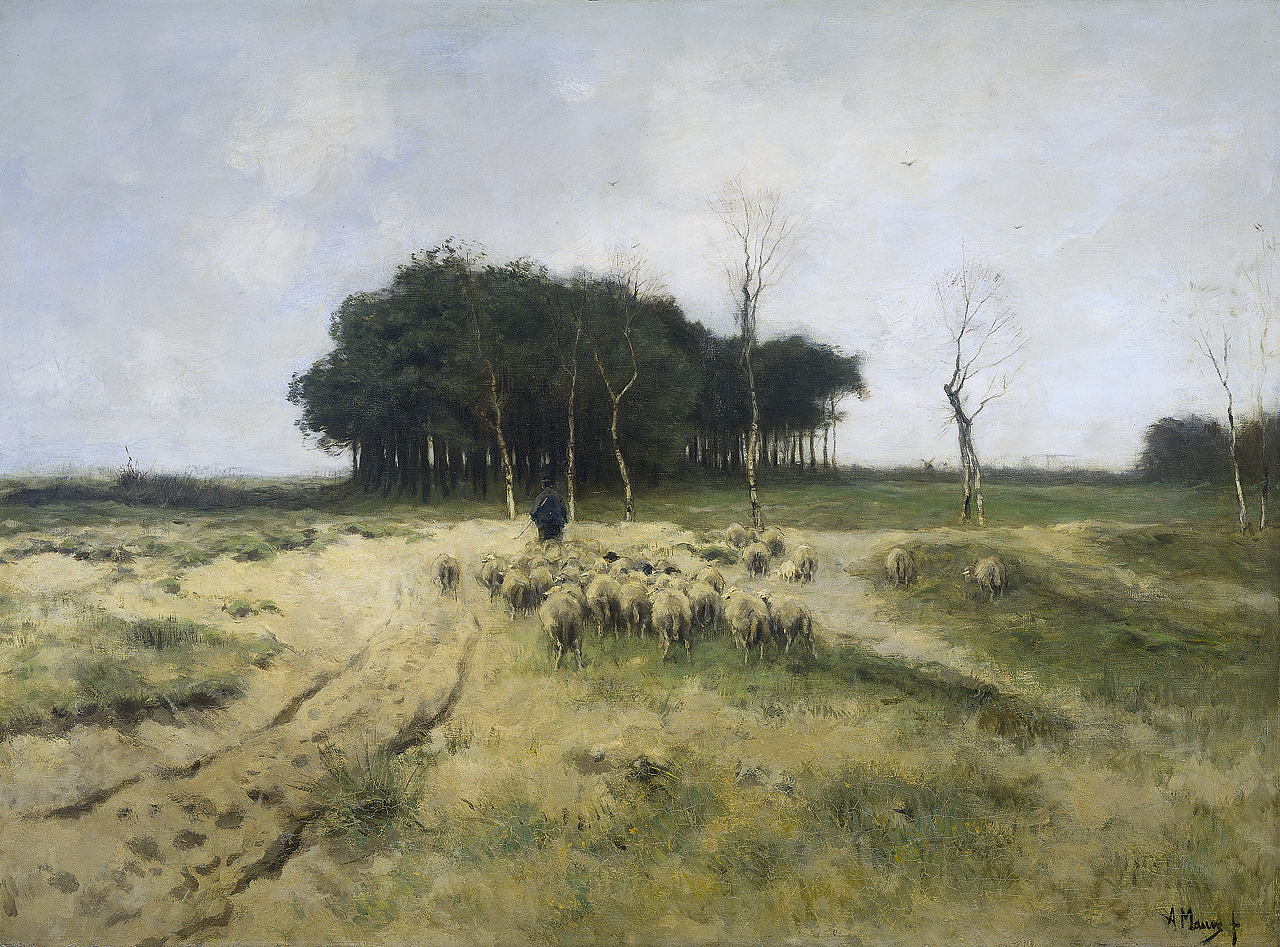
Bruyère à Laren (1887), Amsterdam, Rijksmuseum.